# Youssef Diba
Youssef Diba (arab. يوسف ديبا; ur. 7 sierpnia 1948) – syryjski zapaśnik walczący w stylu wolnym. Olimpijczyk z Moskwy 1980, gdzie odpadł w eliminacjach w kategorii plus 100 kg. Brązowy medalista igrzysk śródziemnomorskich w 1975 roku.

## Turniej wMoskwie 1980
| Konkurencja         | Walki                | Walki                | Klas. końcowa         |
| Konkurencja         | Przeciwnik I         | Przeciwnik II        | Miejsce               |
| ------------------- | -------------------- | -------------------- | --------------------- |
| styl wolny + 100 kg | Andrei Ianko (ROM) L | Petyr Iwanow (BUL) L | odpadł w eliminacjach |